# قهرمانی وزنه‌برداری ایران
قهرمانان مسابقه‌های وزنه‌برداری قهرمانی کشور (۱۳۴۳–۱۳۱۸)
مصطفی حسینپور-قهرمان سال ۱۳۸۰

## قهرمانان دومین دوره مسابقه‌های وزنه‌برداری قهرمانی ایران ۱۳۱۹- تهران
دسته پر وزن
محمود نامجو (تهران)  با مجموع ۲۵۰ کیلوگرم
دسته سبک‌وزن
حبیب‌الله فاطمی (مشهد)  با مجموع ۲۶۱ کیلوگرم
دسته میان وزن
انوشیروان حیات غیب (تهران)  با مجموع ۲۷۱ کیلوگرم
دسته نیم سنگین
حسین عشقی (تهران)  با مجموع ۲۶۲ کیلوگرم
دسته سنگین‌وزن
محمد طباطبایی (تهران)  با مجموع ۲۶۸ کیلوگرم

## قهرمانان سومین دوره مسابقه‌های وزنه‌برداری قهرمانی ایران ۱۳۲۱- تهران
دسته پر وزن
محمود نامجو (رشت)  با مجموع ۲۲۹ کیلوگرم
دسته سبک‌وزن
مهینی (تهران)  با مجموع ۲۶۴ کیلوگرم
دسته مبان وزن
مسعود ورزنده (تهران)  با مجموع ۲۶۱ کیلوگرم
دسته نیم سنگین
انوشیروان حیات غیب (تهران)  با مجموع ۲۹۰ کیلوگرم

## قهرمانان چهارمین دوره مسابقه‌های وزنه‌برداری قهرمانی ایران ۱۳۲۲ - تهران
دسته پروزن
محمود نامجو (تهران)  با مجموع ۲۴۱ کیلوگرم
دسته سبک‌وزن
مهینی (اصفهان)  با مجموع ۲۸۲ کیلوگرم
```
دسته میان وزن
```

انوشیروان حیات غیب (تهران)  با مجموع ۲۸۳ کیلوگرم
دسته سنگین‌وزن
ناصر جاوید (تهران)  با مجموع ۲۵۷ کیلوگرم

## قهرمانان پنجمین دوره مسابقه‌های وزنه‌برداری قهرمانی ایران ۱۳۲۳ - تهران
دسته پر وزن
جعفر سلماسی (تهران)  با مجموع ۲۸۰ کیلوگرم
دسته سبک‌وزن
مهینی (تهران)  با مجموع ۲۸۷ کیلوگرم
دسته میان وزن
مسعود ورزنده (تهران)  با مجموع ۲۶۲ کیلوگرم
دسته نیم سنگین
سید رسول رئیسی (تهران)  با مجموع ۲۹۲ کیلوگرم
دسته سنگین‌وزن
ناصر جاوید (تهران)  با مجموع ۲۶۰ کیلوگرم

## قهرمانان ششمین دوره مسابقه‌های وزنه‌برداری قهرمانی ایران ۱۳۲۴ - تهران
دسته پر وزن
جعفر سلماسی (تهران)  با مجموع ۲۸۶/۵ کیلوگرم
دسته سبک‌وزن
مهینی (تهران)  با مجموع ۲۸۸/۵ کیلوگرم
دسته میان وزن
هاکوب کروکچیان (تهران)  با مجموع ۲۹۳/۵ کیلوگرم
دسته نیم سنگین
سید رسول رئیسی (تهران)  با مجموع ۳۲۲/۵ کیلوگرم
دسته سنگین‌وزن
ناصر جاوید (تهران)  با مجموع ۳۰۰/۵ کیلوگرم

## قهرمانان هفتمین دوره مسابقه‌های وزنه‌برداری قهرمانی ایران ۱۳۲۵ - تهران
دسته پر وزن
جعفر سلماسی (تهران)  با مجموع ۲۹۵ کیلوگرم
دسته سبک‌وزن
مهینی (تهران)  با مجموع ۳۰۵ کیلوگرم
دسته میان وزن
ناصر میر قوامی (تهران)  با مجموع ۳۲۰ کیلوگرم
دسته نیم سنگین
سید رسول رئیسی (تهران)  با مجموع ۳۴۲/۵ کیلوگرم
دسته سنگین‌وزن
لئون کروکچیان (تهران)  با مجموع ۲۹۸ کیلوگرم

## قهرمانان هشتمین دوره مسابقه‌های وزنه‌برداری قهرمانی ایران ۱۳۲۶ - تهران
دسته خروس وزن
محمود نامجو (تهران)  با مجموع ۲۸۷/۵ کیلوگرم
دسته پر وزن
جعفر سلماسی (تهران)  با مجموع ۲۹۵ کیلوگرم
دسته سبک‌وزن
مهینی (تهران)  با مجموع ۳۱۷/۵ کیلوگرم
دسته میان وزن
سید رسول رئیسی (تهران)  با مجموع ۳۲۷/۵ کیلوگرم

## قهرمانان نهمین دوره مسابقه‌های وزنه‌برداری قهرمانی ایران ۱۳۲۷ - تهران
دسته خروس وزن
محمود نامجو (تهران)  با مجموع ۳۱۰ کیلوگرم
دسته پر وزن
جعفر سلماسی (تهران)  با مجموع ۲۹۵ کیلوگرم
دسته سبک‌وزن
مقد سیان (تهران)  با مجموع ۲۸۵ کیلوگرم
دسته میان وزن
ناصر میر قوامی (تهران)  با مجموع ۳۲۰ کیلوگرم
دسته نیم سنگین
سید رسول رئیسی (تهران)  با مجموع ۳۶۰ کیلوگرم
دسته سنگین‌وزن
لئون کروکچیان (تهران)  با مجموع ۳۱۲/۵ کیلوگرم

## قهرمانان دهمین دوره مسابقه‌های وزنه‌برداری قهرمانی ایران ۱۳۲۸ - تهران
دسته خروس وزن
نصرت‌الله امینی (تهران)  با مجموع ۲۴۵ کیلوگرم
دسته پر وزن
میر احمد منزوی (تهران)  با مجموع ۲۶۷/۵ کیلوگرم
دسته سبک‌وزن
مقد سیان (تهران)  با مجموع ۲۹۵ کیلوگرم
دسته میان وزن
محمد حسین رهنوردی (تهران)  با مجموع ۳۲۷/۵ کیلوگرم

## قهرمانان یازدهمین دوره مسابقه‌های وزنه‌برداری قهرمانی ایران ۱۳۲۹ - تهران
دسته خروس وزن
محمود نامجو (تهران)  با مجموع ۳۲۰ کیلوگرم
دسته پر وزن
آرشام (تهران)  با مجموع ۲۹۰ کیلوگرم
دسته سبک‌وزن
امیر حسین فردوس (تهران)  با مجموع ۳۲۰ کیلوگرم
دسته میان وزن
محمد حسین رهنوردی (تهران)  با مجموع ۳۶۰ کیلوگرم
دسته نیم سنگین
رضایی (رشت)  با مجموع ۳۱۷/۵ کیلوگرم

## قهرمانان دوازدهمین دوره مسابقه‌های وزنه‌برداری قهرمانی ایران ۱۳۳۰ - تهران
دسته خروس وزن
علی میرزایی (تهران)  با مجموع ۲۹۲/۵ کیلوگرم
دسته پر وزن
محمود نامجو (تهران)  با مجموع ۳۱۷/۵ کیلوگرم
دسته سبک‌وزن
امیر حسن فردوس (تهران)  با مجموع ۳۴۲/۵ کیلوگرم
دسته میان وزن
ابوالحسن تولایی (کرمانشاه)  با مجموع ۳۱۰ کیلوگرم
دسته نیم سنگین
محمد حسین رهنوردی (تهران)  با مجموع ۳۷۵ کیلوگرم
دسته میان سنگین
فیروز پژهان (تهران)  با مجموع ۳۶۲/۵ کیلوگرم

## قهرمانان سیزدهمین دوره مسابقه‌های وزنه‌برداری قهرمانی ایران ۱۳۳۱ - رشت
دسته خروس وزن
احمد امیر فصیحی (تهران)  با مجموع ۲۷۲/۵ کیلوگرم
دسته پر وزن
عادل طباطبایی (تهران)  با مجموع ۲۹۲/۵ کیلوگرم
دسته سبک‌وزن
ابراهیم پیروی (بابل)  با مجموع ۳۱۵ کیلوگرم
دسته میان وزن
مقدسیان (تهران)  با مجموع ۳۲۵ کیلوگرم
دسته نیم سنگین
حسن تولایی (کرمانشاه)  با مجموع ۳۲۵ کیلوگرم
دسته میان سنگین
هامازاسب سیرون (تهران)  با مجموع ۳۲۵ کیلوگرم
دسته سنگین‌وزن
تقی خلج (ساری)  با مجموع ۳۲۵ کیلوگرم

## قهرمانان چهاردهمین دوره مسابقه‌های وزنه‌برداری قهرمانی ایران ۱۳۳۲ - بندر پهلوی سابق
دسته خروس وزن
ابراهیم شهبازی (کرمانشاه)  با مجموع ۲۵۲/۵ کیلوگرم
دسته پر وزن
نصرت‌الله رضایانی (گرگان)  با مجموع ۲۹۰ کیلوگرم
دسته سبک‌وزن
شاندیان (تهران)  با مجموع ۲۹۰ کیلوگرم
دسته میان وزن
معین ملکوتی (بابل)  با مجموع ۳۲۵ کیلوگرم
دسته نیم سنگین
عباس احیا یی (کرمانشاه)  با مجموع ۳۲۲/۵ کیلوگرم
دسته میان سنگین
اوهانبان (تهران)  با مجموع ۳۲۵ کیلوگرم
دسته سنگین‌وزن
پرویز عصر درخشان (تهران)  با مجموع ۳۲۷/۵ کیلوگرم

## قهرمانان پانزدهمین دوره مسابقه‌های وزنه‌برداری قهرمانی ایران ۱۳۳۳ - تهران
دسته خروس وزن
ظهوری (رشت)  با مجموع ۲۶۵ کیلوگرم
دسته پر وزن
حسین زرینی (مشهد)  با مجموع ۲۷۵ کیلوگرم
دسته سبک‌وزن
شاپورز صقفی (اصفهان)  با مجموع ۳۱۰ کیلوگرم
دسته میان وزن
واعظ تهرانی (ساوه)  با مجموع ۳۱۲/۵ کیلوگرم
دسته نیم سنگین
علی استکی (اصفهان)  با مجموع ۳۱۰ کیلوگرم
دسته میان سنگین
هامازاسب سیرون (تهران)  با مجموع ۳۳۰ کیلوگرم
دسته سنگین‌وزن
محمد کاظم اعظمی (کاشان)  با مجموع ۳۹۷/۵ کیلوگرم

## قهرمانان شانزدهمین دوره مسابقه‌های وزنه‌برداری قهرمانی ایران ۱۳۳۴ - کرمانشاه
دسته خروس وزن
امیر حسین خانی (تهران)  با مجموع ۲۸۲/۵ کیلوگرم
دسته پر وزن
حسین زرینی (مشهد)  با مجموع ۲۹۲/۵ کیلوگرم
دسته سبک‌وزن
علی نامور (تهران)  با مجموع ۳۳۲/۵ کیلوگرم
دسته میان وزن
مصطفی طباطبایی (تهران)  با مجموع ۳۳۰ کیلوگرم
دسته نیم سنگین
ابوالحسن تولایی (کرمانشاه)  با مجموع ۳۵۰ کیلوگرم
دسته میان سنگین
توماس آلتون (اهواز)  با مجموع ۳۶۵ کیلوگرم
دسته سنگین‌وزن
هامازاسب سیرون (تهران)  با مجموع ۳۶۰ کیلوگرم

## قهرمانان هفدهمین دوره مسابقه‌های وزنه‌برداری قهرمانی ایران ۱۳۳۵ - اصفهان
دسته خروس وزن
علی زینتی (گرگان)  با مجموع ۲۷۷/۵ کیلوگرم
دسته پر وزن
علی صفا سنبلی (تهران)  با مجموع ۳۱۰ کیلوگرم
دسته سبک‌وزن
ابوالفتح یافت آبادی (تهران)  با مجموع ۳۱۷/۵ کیلوگرم
دسته میان وزن
ابراهیم پیروی (بابل)  با مجموع ۳۵۵ کیلوگرم
دسته نیم سنگین
منگشتی امیری (خوزستان)  با مجموع ۳۵۵ کیلوگرم
دسته میان سنگین
هاکوپ کورکچیان (اهواز)  با مجموع ۳۶۰ کیلوگرم
دسته سنگین‌وزن
توماس التون (اهواز)  با مجموع ۳۵۰ کیلوگرم

## قهرمانان هجدهمین دوره مسابقه‌های وزنه‌برداری قهرمانی ایران ۱۳۳۶ - مشهد
دسته خروس وزن
علی صفا سنبلی (تهران)  با مجموع ۳۰۵ کیلوگرم
دسته پر وزن
امیر حسین خانی (تهران)  با مجموع ۳۱۷/۵ کیلوگرم
دسته سبک‌وزن
محمد علی داوری (تهران)  با مجموع ۳۳۲/۵ کیلوگرم
دسته میان وزن
واعظ تهرانی (تهران)  با مجموع ۳۵۵ کیلوگرم
دسته نیم سنگین
منگشتی امیری (خوزستان)  با مجموع ۳۶۷/۵ کیلوگرم
دسته میان سنگین
منوچهر برومند (تهران)  با مجموع ۳۸۲/۵ کیلوگرم
دسته سنگین‌وزن
توماس التون (اهواز)  با مجموع ۳۹۵ کیلوگرم

## قهرمانان نوزدهمین دوره مسابقه‌های وزنه‌برداری قهرمانی ایران ۱۳۳۷ - تبریز
دسته مگس وزن
ناصر ساجدی (آبادان)  با مجموع ۲۵۰ کیلوگرم
دسته خروس وزن
داراب فزونی (کرمانشاه)  با مجموع ۲۹۰ کیلوگرم
دسته پر وزن
حسین زرینی (مشهد)  با مجموع ۳۲۵ کیلوگرم
دسته سبک‌وزن
محمد عامی تهرانی (تهران)  با مجموع ۳۳۲/۵ کیلوگرم
دسته میان وزن
فخر الدین نبوی (آبادان)  با مجموع ۳۵۵ کیلوگرم
دسته نیم سنگین
منگشتی امیری (خوزستان)  با مجموع ۳۹۵ کیلوگرم
دسته میان سنگین
منوچهر برومند (تهران)  با مجموع ۴۰۷/۵ کیلوگرم
دسته سنگین‌وزن
هامازاسب سیرون (تهران)  با مجموع ۴۱۲/۵ کیلوگرم

## قهرمانان بیستمین دوره مسابقه‌های وزنه‌برداری قهرمانی ایران ۱۳۳۸ - گرگان
دسته مگس وزن
حسین آشتیان (اهواز)  با مجموع ۲۶۵ کیلوگرم
دسته خروس وزن
اسماعیل علم خواه (تهران)  با مجموع ۳۰۲/۵ کیلوگرم
دسته پر وزن
بهرام منزوی (قزوین)  با مجموع ۳۱۰ کیلوگرم
دسته سبک‌وزن
احمد فرجی (خوزستان)  با مجموع ۳۳۰ کیلوگرم
دسته میان وزن
محمد عامی تهرانی (تهران)  با مجموع ۳۷۷/۵ کیلوگرم
دسته نیم سنگین
منگشتی امیری (خوزستان)  با مجموع ۳۹۰ کیلوگرم
دسته میان سنگین
هامازاسب سیرون (تهران)  با مجموع ۳۸۰ کیلوگرم
دسته سنگین‌وزن
جواد صفایی (آبادان)  با مجموع ۳۹۰ کیلوگرم

## قهرمانان بیست و یکمین دوره مسابقه‌های وزنه‌برداری قهرمانی ایران ۱۳۳۹ - اهواز
دسته مگس وزن
نادر جعفرزاده (مسجد سلیمان)  با مجموع ۲۵۵ کیلوگرم
دسته خروس وزن
علی رجبی اسلامی (رشت)  با مجموع ۲۹۵ کیلوگرم
دسته پر وزن
منصور نیکوئی فر (تهران)  با مجموع ۳۲۵ کیلوگرم
دسته سبک‌وزن
احمد فرجی (خوزستان)  با مجموع ۳۳۷/۵ کیلوگرم
دسته میان وزن
رضا استکی (اصفهان)  با مجموع ۳۶۰ کیلوگرم
دسته نیم سنگین
پرویز مشفق (تهران)  با مجموع ۳۷۰ کیلوگرم
دسته میان سنگین
هامازاسب سیرون (تهران)  با مجموع ۳۹۷/۵ کیلوگرم
دسته سنگین‌وزن
جواد صفایی (آبادان)  با مجموع ۴۰۷/۵ کیلوگرم

## قهرمانان بیست ودومین دوره مسابقه‌های وزنه‌برداری قهرمانی ایران ۱۳۴۰ - ارومیه
دسته مگس وزن
پرگالی (خوزستان)  با مجموع ۲۷۰ کیلوگرم
دسته خروس وزن
علی فخاری (تهران)  با مجموع ۲۹۰ کیلوگرم
دسته پر وزن
پرویز جلا یر (تهران)  با مجموع ۳۲۲/۵ کیلوگرم
دسته سبک‌وزن
مهدی فاطری (بابل)  با مجموع ۳۵۲/۵ کیلوگرم
دسته میان وزن
اسلام پور (آبادان)  با مجموع ۳۴۵ کیلوگرم
دسته نیم سنگین
رضا استکی (اصفهان)  با مجموع ۳۹۰ کیلوگرم
دسته میان سنگین
اکبر نوری (خوزستان)  با مجموع ۴۰۵ کیلوگرم
دسته سنگین‌وزن
جواد صفایی (آبادان)  با مجموع ۴۱۷/۵ کیلوگرم

## قهرمانان بیست وسومین دوره مسابقه‌های وزنه‌برداری قهرمانی ایران ۱۳۴۱ - تهران
دسته مگس وزن
احمد برقی (گیلان)  با مجموع ۲۷۷/۵ کیلوگرم
دسته خروس وزن
مرتضی صیف زاده (اصفهان)  با مجموع ۲۹۵ کیلوگرم
دسته پر وزن
علی رجبی اسلامی (گیلان)  با مجموع ۳۲۲/۵ کیلوگرم
دسته سبک‌وزن
مهدی فاطری (مازندران)  با مجموع ۳۵۲/۵ کیلوگرم
دسته میان وزن
سید مهدی کمال (تهران)  با مجموع ۳۵۲/۵ کیلوگرم
دسته نیم سنگین
رضا استکی (اصفهان)  با مجموع ۴۱۰ کیلوگرم
دسته میان سنگین
اکبر نوری (خوزستان)  با مجموع ۳۹۰ کیلوگرم
دسته سنگین‌وزن
جواد صفایی (آبادان)  با مجموع ۴۳۵ کیلوگرم

## قهرمانان بیست وچهارمین دوره مسابقه‌های وزنه‌برداری قهرمانی ایران ۱۳۴۲ - تهران
دسته مگس وزن
محمد نصیری (تهران)  با مجموع ۲۶۲/۵ کیلوگرم
دسته خروس وزن
علی رجبی اسلامی (گیلان)  با مجموع ۳۱۰ کیلوگرم
دسته پر وزن
معینی (خوزستان)  با مجموع ۳۰۲/۵ کیلوگرم
دسته سبک‌وزن
مهدی فاطری (ما زندران)  با مجموع ۳۵۷/۵ کیلوگرم
دسته میان وزن
حسن عرب (تهران)  با مجموع ۳۸۵ کیلوگرم
دسته نیم سنگین
رضا استکی (اصفهان)  با مجموع ۴۲۵ کیلوگرم
دسته میان سنگین
منگشتی امیری (خوزستان)  با مجموع ۴۱۰ کیلوگرم
دسته سنگین‌وزن
حاج موسی (گیلان)  با مجموع ۴۰۲/۵ کیلوگرم

## قهرمانان بیست وپنجمین دوره مسابقه‌های وزنه‌برداری قهرمانی ایران ۱۳۴۳ - تهران
دسته مگس وزن
نادر جعفرزاده (خوزستان)  با مجموع ۲۵۵ کیلوگرم
دسته خروس وزن
مرتضی صیف زاده (اصفهان)  با مجموع ۳۰۵ کیلوگرم
دسته پر وزن
دکتر صادقی (کرمانشاه)  با مجموع ۳۱۰ کیلوگرم
دسته سبک‌وزن
نکوئی فرد (خوزستان)  با مجموع ۳۴۲/۵ کیلوگرم
دسته میان وزن
مصطفی حکمت پور (اصفهان)  با مجموع ۳۳۷/۵ کیلوگرم
دسته نیم سنگین
ابراهیم پیروی (مازندران)  با مجموع ۳۷۰ کیلوگرم
دسته میان سنگین
منگشتی امیری (خوزستان)  با مجموع ۴۰۷/۵ کیلوگرم
دسته سنگین‌وزن
جواد صفائی (خوزستان)  با مجموع ۴۲۰ کیلوگرم